# Club de Tenis Andrés Gimeno
Le « Club de Tenis Andrés Gimeno » est un club de tennis situé à Castelldefels, près de Barcelone en Catalogne (Espagne). Il porte le nom de l'ancien grand joueur espagnol, ancien vainqueur de Roland-Garros (1972), qui l'a fondé en 1974, après sa retraite sportive.
Les installations du club comportent 24 courts de tennis et 5 de padel. Le club est très actif, organisant de nombreux évènements, on peut citer par exemple:
- Copa de su Majestad la Reina 1986 (ancienne coupe des fédérations)
- Nec World Youth Cup 1992 (coupe du monde cadet)
- Championnat d'Espagne junior
- Championnat d'Espagne vétérans
- Championnat de Catalogne
- ITF Futures en mars 2008 et mars 2009